# Стев Манданда
Стев Манданда Мпиди (фр. Steve Mandanda Mpidi; Киншаса, 28. март 1985) француски је фудбалер који игра на позицији голмана и тренутно наступа за Рен.
За репрезентацију Француске играо је на европском првенству 2008, 2012, 2016. и 2020. године и на светском првенству 2010, 2018. и 2022. године.

## Биографија
Мандада је рођен 28. марта 1985. године у Киншасау, али се у Француску преселио као тинејџер. Живи у Марсељу и има три млађа брата који су такође фудбалски голмани.

## Клупска каријера

### Авр
Мандада је имао лигашки деби за ФК Авр у августу 2005. године и није примио гол све до четвртог меча. Одиграо је 30 лигашких мечева у сезони 2005/06, а наредне сезоне одиграо је 37 мечева и привукао пажњу других клубова.

### Олимпик Марсељ
У Олимпик Марсељ дошао је прво на позајмицу. Доживео је повреду колена и није играо наредних шест месеци. Петогодишњи уговор са Олимпик Марсељ потписао је 5. марта 2008. године
Два пута је освајао награду за најбољег играча сезоне Олимпик Марсеља.

### Кристал палас
Манданда је прешао у премијерлигашки клуб Кристал Палас 1. јула 2016. године из Олимпик Марсеља.

### Повратак у Олимпик Марсељ
Из Кристал Паласа, Манданда се вратио у Олимпик Марсељ 11. јула 2017. године и са њима потписао трогодишњи уговор за 3 милиона евра. 22. децембра 2018. године Манданда је одиграо свој 500. меч у дресу Олимпик Марсеља у ремију 1:1 против Анжеа. 25. августа 2020. у својој 35-ој години продужио је уговор са клубом са Велодрома до јуна 2024. који је ипак прекинут две године пре његовог истека.

### Рен
6. јула 2022. године Манданда је потписао двогодишњи уговор са Реном који је 8. јануара 2024. године продужио до јуна 2025.

## Репрезентативна каријера
Играо је за фудбалску репрезентацију Француске до 21. године у периоду од 2003—2006. године.
У саставу националне селекције Француске био је током Европског првенства 2008, 2012, 2016. и 2020. године и током Светског првенства 2010, 2018. и 2022. године.

## Статистика каријере

### Клупска
До 17. маја 2025.
| Клуб              | Сезона                | Лига                  | Лига | Лига | Куп | Куп | Лигашки куп | Лигашки куп | Суперкуп | Суперкуп | Лига шампиона | Лига шампиона | Лига Европе / Лига конференције | Лига Европе / Лига конференције | Укупно | Укупно |
| Клуб              | Сезона                | Лига                  | Ута  | Гол  | Ута | Гол | Ута         | Гол         | Ута      | Гол      | Ута           | Гол           | Ута                             | Гол                             | Ута    | Гол    |
| ----------------- | --------------------- | --------------------- | ---- | ---- | --- | --- | ----------- | ----------- | -------- | -------- | ------------- | ------------- | ------------------------------- | ------------------------------- | ------ | ------ |
| Авр               | 2005/06.              | Друга лига Француске  | 30   | 0    | 0   | 0   | 2           | 0           | 0        | 0        | 0             | 0             | 0                               | 0                               | 32     | 0      |
| Авр               | 2006/07.              | Друга лига Француске  | 37   | 0    | 1   | 0   | 1           | 0           | 0        | 0        | 0             | 0             | 0                               | 0                               | 39     | 0      |
| Авр               | Укупно                | Укупно                | 67   | 0    | 1   | 0   | 3           | 0           | 0        | 0        | 0             | 0             | 0                               | 0                               | 71     | 0      |
| Олимпик Марсељ    | 2007/08. (позајмица)  | Прва лига Француске   | 34   | 0    | 2   | 0   | 2           | 0           | 0        | 0        | 6             | 0             | 4                               | 0                               | 48     | 0      |
| Олимпик Марсељ    | 2008/09.              | Прва лига Француске   | 38   | 0    | 2   | 0   | 1           | 0           | 0        | 0        | 8             | 0             | 6                               | 0                               | 55     | 0      |
| Олимпик Марсељ    | 2009/10.              | Прва лига Француске   | 36   | 0    | 2   | 0   | 2           | 0           | 0        | 0        | 6             | 0             | 4                               | 0                               | 50     | 0      |
| Олимпик Марсељ    | 2010/11.              | Прва лига Француске   | 38   | 0    | 0   | 0   | 3           | 0           | 1        | 0        | 8             | 0             | 0                               | 0                               | 50     | 0      |
| Олимпик Марсељ    | 2011/12.              | Прва лига Француске   | 38   | 0    | 2   | 0   | 2           | 0           | 1        | 0        | 9             | 0             | 0                               | 0                               | 52     | 0      |
| Олимпик Марсељ    | 2012/13.              | Прва лига Француске   | 38   | 0    | 3   | 0   | 1           | 0           | 0        | 0        | 0             | 0             | 9                               | 0                               | 51     | 0      |
| Олимпик Марсељ    | 2013/14.              | Прва лига Француске   | 38   | 0    | 1   | 0   | 2           | 0           | 0        | 0        | 6             | 0             | 0                               | 0                               | 47     | 0      |
| Олимпик Марсељ    | 2014/15.              | Прва лига Француске   | 38   | 0    | 0   | 0   | 0           | 0           | 0        | 0        | 0             | 0             | 0                               | 0                               | 38     | 0      |
| Олимпик Марсељ    | 2015/16.              | Прва лига Француске   | 36   | 0    | 6   | 0   | 0           | 0           | 0        | 0        | 0             | 0             | 8                               | 0                               | 50     | 0      |
| Олимпик Марсељ    | Укупно                | Укупно                | 334  | 0    | 18  | 0   | 13          | 0           | 2        | 0        | 43            | 0             | 31                              | 0                               | 441    | 0      |
| Кристал Палас     | 2016/17.              | Премијер лига         | 9    | 0    | 0   | 0   | 1           | 0           | 0        | 0        | 0             | 0             | 0                               | 0                               | 10     | 0      |
| Олимпик Марсељ    | 2017/18.              | Прва лига Француске   | 31   | 0    | 3   | 0   | 0           | 0           | 0        | 0        | 0             | 0             | 11                              | 0                               | 45     | 0      |
| Олимпик Марсељ    | 2018/19.              | Прва лига Француске   | 31   | 0    | 1   | 0   | 1           | 0           | 0        | 0        | 0             | 0             | 1                               | 0                               | 34     | 0      |
| Олимпик Марсељ    | 2019/20.              | Прва лига Француске   | 27   | 0    | 1   | 0   | 1           | 0           | 0        | 0        | 0             | 0             | 0                               | 0                               | 29     | 0      |
| Олимпик Марсељ    | 2020/21.              | Прва лига Француске   | 37   | 0    | 0   | 0   | 0           | 0           | 1        | 0        | 6             | 0             | 0                               | 0                               | 44     | 0      |
| Олимпик Марсељ    | 2021/22.              | Прва лига Француске   | 9    | 0    | 2   | 0   | 0           | 0           | 0        | 0        | 0             | 0             | 9                               | 0                               | 20     | 0      |
| Олимпик Марсељ    | Укупно                | Укупно                | 135  | 0    | 7   | 0   | 2           | 0           | 1        | 0        | 6             | 0             | 21                              | 0                               | 172    | 0      |
| Олимпик Марсељ    | Укупно Олимпик Марсељ | Укупно Олимпик Марсељ | 469  | 0    | 25  | 0   | 15          | 0           | 3        | 0        | 49            | 0             | 52                              | 0                               | 613    | 0      |
| Рен               | 2022/23.              | Прва лига Француске   | 34   | 0    | 1   | 0   | 0           | 0           | 0        | 0        | 0             | 0             | 7                               | 0                               | 42     | 0      |
| Рен               | 2023/24.              | Прва лига Француске   | 34   | 0    | 1   | 0   | 0           | 0           | 0        | 0        | 0             | 0             | 7                               | 0                               | 42     | 0      |
| Рен               | 2024/25.              | Прва лига Француске   | 18   | 0    | 0   | 0   | 0           | 0           | 0        | 0        | 0             | 0             | 0                               | 0                               | 18     | 0      |
| Рен               | Укупно                | Укупно                | 86   | 0    | 2   | 0   | 0           | 0           | 0        | 0        | 0             | 0             | 14                              | 0                               | 102    | 0      |
| Укупно у каријери | Укупно у каријери     | Укупно у каријери     | 631  | 0    | 29  | 0   | 19          | 0           | 3        | 0        | 49            | 0             | 66                              | 0                               | 797    | 0      |

### Репрезентативна
Ажурирано 30. новембра 2022.
| Репрезентација | Година | Утакмице | Голови |
| -------------- | ------ | -------- | ------ |
| Француска      | 2008.  | 3        | 0      |
| Француска      | 2009.  | 2        | 0      |
| Француска      | 2010.  | 8        | 0      |
| Француска      | 2011.  | 1        | 0      |
| Француска      | 2012.  | 1        | 0      |
| Француска      | 2013.  | 1        | 0      |
| Француска      | 2014.  | 3        | 0      |
| Француска      | 2015.  | 2        | 0      |
| Француска      | 2016.  | 3        | 0      |
| Француска      | 2017.  | 2        | 0      |
| Француска      | 2018.  | 2        | 0      |
| Француска      | 2019.  | 4        | 0      |
| Француска      | 2020.  | 2        | 0      |
| Француска      | 2022.  | 1        | 0      |
| Укупно         | Укупно | 35       | 0      |

## Успеси
Олимпик Марсељ
- Првенство Француске (1) : 2009/10.
- Лига куп Француске (3) : 2009/10, 2010/11, 2011/12.
- Суперкуп Француске (2) : 2010, 2011.
- Лига Европе : финале 2017/18.

Француска
- Светско првенство (1) : 2018. (финале 2022).
- Европско првенство : финале 2016.

Индивидуална признања
- Најбољи голман турнира Морис Ревело (1) : 2005.
- Играч месеца првенства Француске (3) : фебруар 2008, август 2008, септембар 2017.
- Најбољи голман првенства Француске (5) : 2007/08, 2010/11, 2014/15, 2015/16, 2017/18.
- Тим године првенства Француске (5) : 2007/08, 2010/11, 2014/15, 2015/16, 2017/18.
- Спортиста сезоне Олимпик Марсеља (2) : 2007/08, 2015/16.

Ордење
- Национални орден Легије части (1) : 2018.